# Värdekonservatism
Värdekonservatism är uppfattningen att samhället bör bevara och förstärka en viss etik, eftersom man anser att den är nödvändig för ett gott samhälle. Värdekonservativa identifierar vanligtvis Västvärldens traditionella kristna etik som den vägledande i samhället. Personalismen är en teoribildning inom värdekonservatismen, som tar ställning såväl mot socialismens kollektivism som mot liberalismens individualism. Värdekonservatism är motsatsen till nihilism och kulturradikalism.

## Historia
Begreppet värdekonservatism myntades av Stig Strömholm i antologin Kämpande konservatism (1971) som ett sätt att markera skillnaden mellan en ideologisk konservatism och strukturkonservatism (behållande av status-quo). Begreppet har sedermera kommit att användas som en konventionell beteckning på personer som står upp för traditionella ståndpunkter i så kallade värdefrågor och som internationellt ofta betecknas som "konservativa" eller "kristdemokratiska".

## Exempel
Exempel på värden som en värdekonservativ vill bevara och/eller förstärka kan vara följande:
- Kärnfamiljen som grund för samhällsbildningen
- Värnandet av traditioner
- Människovärde för foster och åldringar (det som på engelska kallas "culture of life")
- Motstånd mot industriell pornografi